# Der Hund von Baskerville (1983)
Der Hund von Baskerville (The Hound of the Baskervilles) ist ein britisch-US-amerikanischer Fernsehfilm von Regisseur Douglas Hickox aus dem Jahr 1983, der auf dem gleichnamigen Roman von Sir Arthur Conan Doyle basiert. Er wurde mit Ian Richardson, Donald Churchill, Martin Shaw und Denholm Elliott in den Hauptrollen besetzt.

## Handlung
Siehe Hauptartikel Der Hund von Baskerville

## Abweichungen vom Roman
Trotz zahlreicher Änderungen blieb die eigentliche Haupthandlung des Films praktisch unverändert. Nebenhandlungen wurden ausgebaut, was vor allem auf den Part von Laura Lyons zutrifft. Ironischerweise wurde diese Rolle bei vielen anderen Verfilmungen ignoriert und aus der Storyline geschnitten.
- Geoffrey Lyons wird im Roman nur beiläufig erwähnt, ohne dass ein Vorname genannt wird, und tritt nicht weiter in Erscheinung. Im Film hingegen wird er zu einer weiteren Bedrohung und falschen Fährte für Holmes. Dafür fehlt im Film die Figur des Mr. Frankland, Laura Lyons Vater.
- Laura Lyons hat im Roman keine Affäre mit Sir Charles Baskerville. Dieser wollte ihr lediglich dabei helfen, sich von ihrem Mann (der im Roman nie auftaucht) scheiden zu lassen.
- Laura Lyons wird im Roman nicht von Stapleton ermordet.
- Inspektor Lestrade ermittelt im Roman nicht auf dem Moor, um den Sträfling Selden zu finden; im Film erscheint er dafür nicht im Finale.
- Sir Henry wird in der Nacht von Seldens Tod nicht durch einen fingierten Brief Dr. Mortimers aufs Moor gelockt, und er ist auch nicht dabei, als Holmes und Watson Seldens Leiche finden.
- Dr. Mortimer ist im Roman nicht anwesend, als Sir Henry vom Hund angegriffen wird.
- Beryl Stapleton hat im Film nur wenige Szenen. Ihr plötzliches Verschwinden erklärt Stapleton damit, dass sie eine Tante besuchen sei. Im Roman sperrt er sie erst am letzten Abend weg.
- Im Roman ist es nicht Mrs. Barrymore, sondern Mr. Barrymore, der Selden mit der Kerze die Signale im Moor gibt.
- Holmes taucht im Film (nicht aber im Roman) verkleidet als Zigeuner auf dem Moor auf und spricht sogar mit Watson, Sir Henry oder Beryl Stapleton in dieser Verkleidung. Dieses Element entnahm man der Verfilmung von 1939 mit Basil Rathbone, die als filmische Vorlage zu erkennen ist.
- Watson schießt im Roman Selden nicht an. Im Gegenteil, er sagt sogar aus, es liege nicht in seiner Natur, einem unbewaffneten und flüchtenden Mann in den Rücken zu schießen.
- Im Roman gibt es kein Schusswaffenattentat auf Sir Henry.
- Lyons verbiegt in einer Szene einen Schürhaken, um Holmes von seiner körperlichen Kraft zu überzeugen. Anschließend biegt Holmes ihn zurück. Diese Szene stammt aus der Kurz-Geschichte Das gefleckte Band.
- In der klimaktischen Endszene versucht Stapleton, Holmes, Watson und Beryl im Versteck des Hundes aus dem Hinterhalt anzugreifen, wird dann aber zur Flucht ins Moor gezwungen. Dort tritt er versehentlich in ein Sumpfloch und findet trotz Holmes’ Rettungsversuchen und vor den Augen seiner Widersacher darin sein Ende.

Das letzte Wort Stapletons im Film ist nicht etwa, wie aus zusammengeschnittenen Fassungen erscheinend: „Beryl!“, sondern: „Mr. Holmes!“.

## Synchronisation
Die deutsche Synchronbearbeitung entstand 1986 im Auftrag des ZDF bei der Deutschen Synchron KG Karlheinz Brunnemann, Berlin.
| Rolle                 | Darsteller        | Synchronsprecher         |
| --------------------- | ----------------- | ------------------------ |
| Sherlock Holmes       | Ian Richardson    | Harry Wüstenhagen        |
| Dr. Watson            | Donald Churchill  | Wolfgang Völz            |
| Sir Henry Baskerville | Martin Shaw       | Uwe Paulsen              |
| Dr. Mortimer          | Denholm Elliott   | Friedrich Georg Beckhaus |
| Beryl Stapleton       | Glynis Barber     | Katja Nottke             |
| Jack Stapleton        | Nicholas Clay     | Ulrich Gressieker        |
| Inspector Lestrade    | Ronald Lacey      | Engelbert von Nordhausen |
| Barrymore             | Edward Judd       | Peter Matić              |
| Laura Lyons           | Connie Booth      | Heike Schrötter          |
| Geoffry Lyons         | Brian Blessed     | Jürgen Kluckert          |
| Sir Hugo Baskerville  | Nicholas Clay     | Karl Schulz              |
| Mädchen im Moor       | Francesca Gonshaw | Maud Ackermann           |

## Auszeichnungen
Der Film wurde in der Kategorie Bester Film für den International Fantasy Film Award nominiert, obwohl es sich eigentlich nicht um einen Fantasyfilm handelt.

## Ausstrahlung und Kritiken
Der Film feierte seine Premiere am 3. November im US-amerikanischen Fernsehen. Kritiker und Publikum nahmen ihn sehr positiv auf und er gilt als Klassiker unter den Sherlock-Holmes-Filmen.